# Тихоокеанско-азиатский чемпионат по кёрлингу среди юниоров 2006
Тихоокеанско-азиатский чемпионат по кёрлингу среди юниоров 2006 проводился в городе Пекин (Китай) с 15 по 20 января 2006 года одновременно для мужских и женских команд. Чемпионат являлся квалификационным турниром для участия в чемпионате мира 2006 (квалифицировались по одной лучшей мужской и женской команде), проводился во 2-й раз.
В мужской части чемпионата принимали участие 5 команд, в женской части — 4 команды (Австралию представляла только мужская команда).
В мужском турнире для участия в чемпионате мира квалифицирована сборная Китая.
В женском турнире для участия в чемпионате мира квалифицирована сборная Китая.

## Формат соревнований
И в мужском, и в женском турнирах команды в одной группе играют между собой по круговой системе в два круга. Команды в группе ранжируются по количеству побед, при одинаковом количестве побед у двух или более команд — по результату встречи между этими командами, если команды претендуют на одно из первых трёх мест в группе (с которого могут выйти во второй этап, плей-офф) — проводится дополнительный матч между этими командами (тай-брейк). Три лучшие команды проходят во второй этап, плей-офф, проводящийся по «неполной» олимпийской системе: команды, занявшие на групповом этапе 2-е и 3-е место, встречаются в полуфинале, победитель полуфинала играет в финале с командой, занявшей на групповом этапе 1-е место.
Все матчи играются в 8 эндов. Время начала матчей указано местное (UTC+8).

## Мужской турнир

### Составы команд
| Команда          | Четвёртый        | Третий         | Второй         | Первый          | Запасной         | Тренер               |
| ---------------- | ---------------- | -------------- | -------------- | --------------- | ---------------- | -------------------- |
| Австралия        | Matthew Mitchard | Thomas Daykin  | Levi Tedge     | Matthew Nottage |                  | Michelle Zintschenko |
| Китай            | Wang Binjiang    | Сюй Сяомин     | Wang Zi        | Цзан Цзялян     |                  | Чжан Вэй             |
| Новая Зеландия   | Скотт Бекер      | Warren Kearney | Anthony Brown  | Tim Thomas      | James Pyle       | Питер Бекер          |
| Республика Корея | Ким Чхан Мин     | Ким Мин Чхан   | Пак Чон Док    | Park Jin-Oh     |                  | Kim Kyung Seog       |
| Япония           | Юсукэ Мородзуми  | Цуёси Ямагути  | Masahori Satoh | Yoichi Nakasato | Косукэ Мородзуми | Хатоми Нагаока       |

Скипы выделены полужирным шрифтом